# Microlepia concinna
Microlepia concinna là một loài dương xỉ trong họ Dennstaedtiaceae. Loài này được R.M. Tryon & A.F. Tryon mô tả khoa học đầu tiên năm 1981.